# Arthroleptis reichei
Espèce
Statut de conservation UICN

 LC  : Préoccupation mineure
Arthroleptis reichei est une espèce d'amphibiens de la famille des Arthroleptidae.

## Répartition
Cette espèce se rencontre en Tanzanie dans les monts Poroto, Rungwe, Udzungwa et Uluguru et au Malawi dans les monts Misuku. Elle est présente entre 1 500 et 2 200 m d'altitude.

## Étymologie
Cette espèce est nommée en l'honneur de Gustav Reiche.

## Publication originale
- Nieden, 1911 "1910" : Neue ostafrikanische Frösche aus dem Kgl. Zool. Museum in Berlin. Sitzungsberichte der Gesellschaft Naturforschender Freunde zu Berlin, vol. 1910, p. 436-441 (texte intégral).